# Marcella Corcoran Kennedy

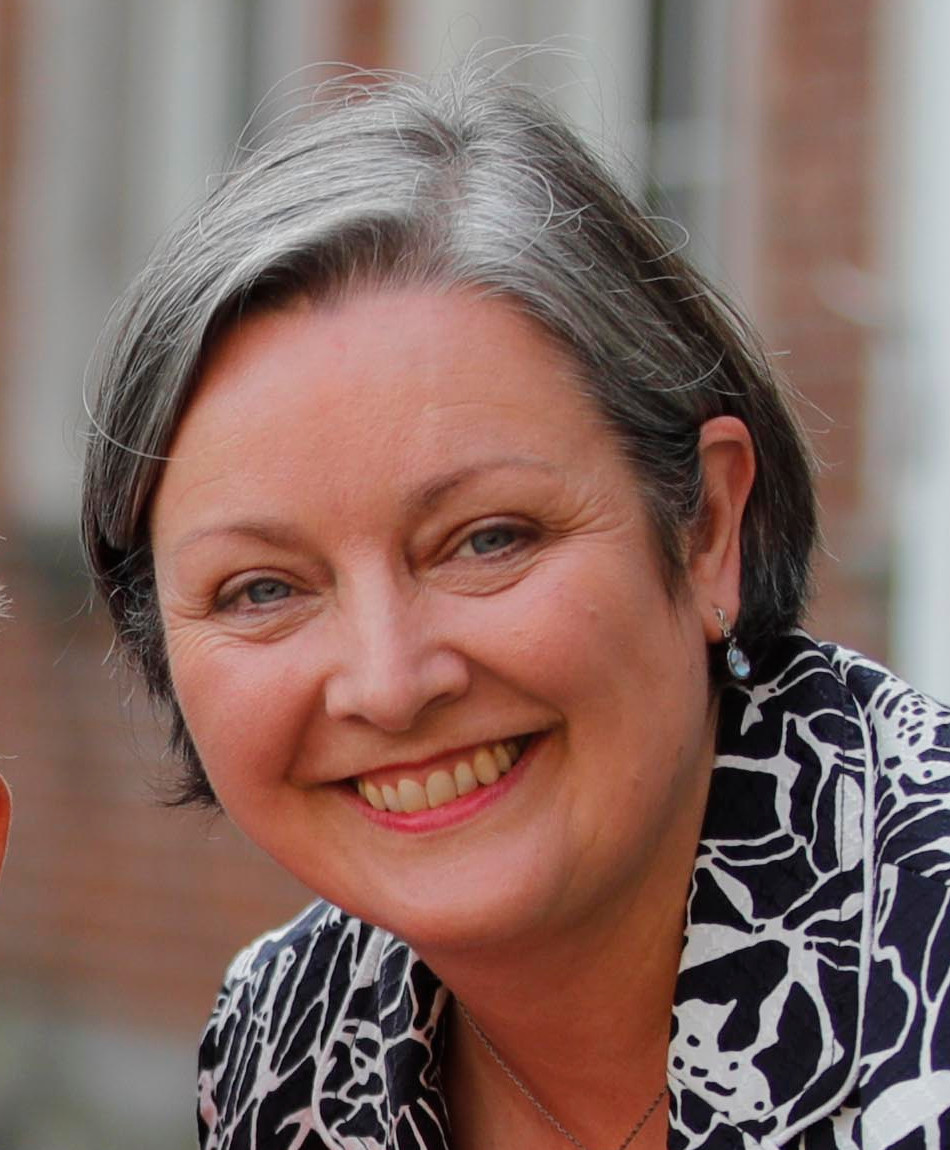
Marcella Corcoran Kennedy (2016)

Marcella Corcoran Kennedy (geb. Marcella Corcoran, * 7. Januar 1963 in London, England) ist eine irische Politikerin. Sie gehört der Fine Gael an und war von 2011 bis 2020 Teachta Dála. 

## Leben
Marcella Corcoran Kennedy ist seit 1986 mit Seamus Kennedy verheiratet und hat zwei Kinder mit ihm.

## Politik
1999 wurde Corcoran Kennedy in den Offaly County Council gewählt und verblieb dort bis 2009. Sie kandidierte 2007 in den Seanad Éireann auf der Liste für Bildung und Kultur, erreichte jedoch nicht genug Stimmen. Bei den Wahlen zum Dáil Éireann 2011 konnte sie einen Sitz im Wahlkreis Laois–Offaly erobern. Nach der Wahlkreisreform trat sie bei den Wahlen 2016 im Wahlkreis Offaly erfolgreich an. Sie zog erneut in den Dáil Éireann ein.
Am 19. Mai 2016 wurde sie in der Regierung Kenny II zur Staatsministerin im Gesundheitsministerium mit dem Aufgabenbereich der Gesundheitsförderung ernannt. Als beim Regierungswechsel Leo Varadkar Taoiseach wurde, blieb Corcoran Kennedy unberücksichtigt. 
Sie versuchte noch, 2019 bei der Europawahl anzutreten. Dies war aber ebenso erfolglos wie die Kandidatur bei den Wahlen 2020.